# Mario J. Molina
Mario José Molina-Pasquel Henríquez (Mexico-Stad, 19 maart 1943 - aldaar, 7 oktober 2020) was een Mexicaans-Amerikaans scheikundige die in 1995 de Nobelprijs voor de Scheikunde won.

## Biografie
Molina werd geboren als zoon van advocaat en diplomaat Roberto Molina Pasquel en Leonor Henríquez de Molina. Hij behaalde in 1965 zijn kandidaatstitel aan de Universidad Nacional Autonoma de Mexico en studeerde daarna achtereenvolgens in Freiburg en te Berkeley, waar hij in 1972 zijn doctorstitel haalde. In die tijd begon hij samen te werken met de inmiddels gevestigde chemicus Frank Sherwood Rowland.
In 1974 publiceerden zij de resultaten van een onderzoek dat uitwees dat chloorfluorkoolwaterstoffen (cfk's) de ozonlaag aantastten. Hiermee bouwden zij voort op de in 1970 door Paul Crutzen gedane ontdekking dat stikstofdioxide met ozon in de atmosfeer interfereert. Het duurde nog enige jaren voordat hun bevindingen in de wetenschappelijke wereld algemeen geaccepteerd raakten; in de late jaren tachtig leidde dit ten slotte tot een drastische beperking in de toepassing van cfk's.
Molina, die als een van de grootste Mexicaanse wetenschappers ooit wordt beschouwd, had zitting in verscheidene instituten en comités en ontving zo'n twintigtal eredoctoraten. In 1995 ontving hij, met Crutzen en Rowland, de Nobelprijs voor de Scheikunde, vanwege zijn verdiensten in het onderzoek naar de ozonlaag.
Molina werd in 2008 wetenschappelijk adviseur van de Amerikaanse president Barack Obama. In zijn geboortestad Mexico-stad adviseerde hij de autoriteiten over de bestrijding van de luchtvervuiling.
1901: Van 't Hoff ·
1902: E. Fischer ·
1903: Arrhenius ·
1904: Ramsay ·
1905: Baeyer ·
1906: Moissan ·
1907: Buchner ·
1908: Rutherford ·
1909: Ostwald ·
1910: Wallach ·
1911: Curie ·
1912: Grignard, Sabatier ·
1913: Werner ·
1914: Richards ·
1915: Willstätter ·
1918: Haber ·
1920: Nernst ·
1921: Soddy ·
1922: Aston ·
1923: Pregl ·
1925: Zsigmondy ·
1926: Svedberg ·
1927: Wieland ·
1928: Windaus ·
1929: Harden, Euler-Chelpin ·
1930: H. Fischer · 
1931: Bosch, Bergius ·
1932: Langmuir ·
1934: Urey ·
1935: F. Joliot-Curie, I. Joliot-Curie ·
1936: Debye ·
1937: Haworth, Karrer ·
1938: Kuhn ·
1939: Butenandt, Ružička ·
1943: Hevesy · 
1944: Hahn ·
1945: Virtanen ·
1946: Sumner, Northrop, Stanley ·
1947: Robinson · 
1948: Tiselius · 
1949: Giauque ·
1950: Diels, Alder ·
1951: McMillan, Seaborg ·
1952: Martin, Synge ·
1953: Staudinger ·
1954: Pauling ·
1955: Vigneaud ·
1956: Hinshelwood, Semjonov ·
1957: Todd ·
1958: Sanger ·
1959: Heyrovský ·
1960: Libby ·
1961: Calvin ·
1962: Perutz, Kendrew ·
1963: Ziegler, Natta ·
1964: Hodgkin ·
1965: Woodward ·
1966: Mulliken ·
1967: Eigen, Norrish, Porter ·
1968: Onsager ·
1969: Barton, Hassel ·
1970: Leloir ·
1971: Herzberg ·
1972: Anfinsen, Moore, Stein · 
1973: E.O. Fischer, Wilkinson · 
1974: Flory ·
1975: Cornforth, Prelog ·
1976: Lipscomb ·
1977: Prigogine · 
1978: Mitchell ·
1979: Brown, Wittig ·
1980: Berg, Gilbert, Sanger ·
1981: Fukui, Hoffmann ·
1982: Klug ·
1983: Taube ·
1984: Merrifield ·
1985: Hauptman, Karle ·
1986: Herschbach, Lee, Polanyi ·
1987: Cram, Lehn, Pedersen ·
1988: Deisenhofer, Huber, Michel ·
1989: Altman, Cech ·
1990: Corey ·
1991: Ernst ·
1992: Marcus ·
1993: Mullis, Smith ·
1994: Olah ·
1995: Crutzen, Molina, Rowland ·
1996: Curl, Kroto, Smalley ·
1997: Boyer, Walker, Skou ·
1998: Kohn, Pople ·
1999: Zewail ·
2000: Heeger, MacDiarmid, Shirakawa ·
2001: Knowles, Noyori, Sharpless ·
2002: Fenn, Tanaka, Wüthrich ·
2003: Agre, MacKinnon ·
2004: Ciechanover, Hershko, Rose ·
2005: Grubbs, Schrock, Chauvin ·
2006: Kornberg ·
2007: Ertl ·
2008: Shimomura, Chalfie, Tsien ·
2009: Steitz, Yonath, Ramakrishnan ·
2010: Heck, Negishi, Suzuki ·
2011: Shechtman ·
2012: Kobilka, Lefkowitz ·
2013: Karplus, Levitt, Warshel ·
2014: Betzig, Hell, Moerner ·
2015: Lindahl, Modrich, Sancar ·
2016: Sauvage, Stoddart, Feringa ·
2017: Dubochet, Frank, Henderson · 
2018: Arnold, Winter, Smith ·   
2019: Goodenough, Whittingham, Yoshino ·
2020: Charpentier, Doudna ·
2021: List, MacMillan ·
2022: Bertozzi, Meldal, Sharpless ·
2023: Bawendi, Brus, Jekimov ·
2024: Baker, Hassabis, Jumper